# إيمي أونيل
إيمي أونيل (بالإنجليزية: Amy O'Neill)‏ هي ممثلة أمريكية، ولدت في 8 يوليو 1971 في الولايات المتحدة.

## وصلات خارجية
- إيمي أونيل على موقع IMDb (الإنجليزية)
- إيمي أونيل على موقع ألو سيني (الفرنسية)
- إيمي أونيل على موقع أول موفي (الإنجليزية)
- إيمي أونيل على موقع قاعدة بيانات الأفلام السويدية (السويدية)
- إيمي أونيل على موقع قاعدة بيانات الفيلم (الإنجليزية)
- إيمي أونيل على موقع كينوبويسك (الروسية)